# C12 (Namibië)
De C12 is een secundaire weg in het zuiden van Namibië. De weg loopt van Grünau naar Seeheim. In Grünau sluit de weg aan op de B1 naar Kaapstad en de B3 naar Upington en in Seeheim op de B4 naar Lüderitz.
De C12 is 129 kilometer lang en loopt door de regio !Karas. De weg is onverhard, maar van zeer goede kwaliteit. Met een gewone personenauto kunnen snelheden tot 120 kilometer worden gehaald. De C12 is samen met de C10 de enige weg naar de Fish River Canyon.